# Werner Jaeger
Pour les articles homonymes, voir De Jager ou De Jaeger et Jaeger.
Werner Jaeger (né le 30 juillet 1888 à Lobberich et mort le 19 octobre 1961 à Cambridge au Massachusetts) est un savant, historien de la philosophie et helléniste allemand de la première moitié du XXe siècle.

## Biographie
Né en 1888 dans la petite ville rhénane de Lobberich, près de la frontière hollandaise, Werner Jaeger est issu d'une famille de la classe moyenne. Sa vocation d'helléniste s'éveille très tôt, à la suite de la lecture d'un livre de Wilamowitz sur l’Héraclès d’Euripide, qu'il avait reçu en prix. Dès l'âge de dix-neuf ans, il possède une connaissance parfaite des langues latine et grecque, et cette dernière exerce déjà sur lui une fascination extraordinaire. Il fait de très brillantes études classiques aux universités de Marburg et de Berlin, où il reçoit l'enseignement de son maître Hermann Diels et d'Adolf Lasson. Il soutient une thèse particulièrement novatrice sur la Métaphysique d'Aristote, établissant que ce texte célèbre n'est pas une œuvre homogène mais un recueil de cours et de conférences donnés par le Stagirite à diverses époques de sa vie. Cette découverte, qui jette un jour nouveau sur la philosophie d'Aristote et sur l'histoire intellectuelle du début du IVe siècle av. J.-C., est une des plus importantes qui ait jamais été faite en philologie classique. À seulement vingt-six ans, Werner Jaeger se voit offrir la chaire de Nietzsche à Bâle où il commence à enseigner. Il devient ensuite professeur à l'université de Kiel puis succède à son maître Wilamowitz à l'université de Berlin. Entre 1920 et 1930, il fait paraître une série d'articles dans la revue Die Antike, en particulier Der humanismus als Tradition und Erlebnis et Humanismus und Jugendbildung  : l'influence que le jeune professeur exerce à cette époque sur l'élite allemande lui fait espérer de pouvoir susciter une nouvelle renaissance, le retour à l'humanisme gréco-romain étant susceptible de faciliter un nouveau départ pour l'Homme du XXe siècle que menacent d'étouffer les progrès de la technique. 
La montée du parti national-socialiste en Allemagne et les pressions qu'il fait subir à Werner Jaeger en 1933 deviennent de plus en plus intolérables au savant. Dès 1934, il donne des conférences sur Démosthène à l'université de Californie. En 1936, il est chargé d'une mission officielle aux États-Unis pour la célébration du tricentenaire de l'université Harvard. Son discours ayant été censuré par le Ministre allemand de l'Éducation nationale, parce qu'il contrevenait aux desseins impérialistes du régime hitlérien, Werner Jaeger décide d'abandonner sa chaire à l'université de Berlin, malgré l'immense prestige dont il jouit alors dans son pays. Il s'installe d'abord à Chicago, puis à Harvard où il prend la direction de l'Institut des Études classiques. Sa correspondance atteste combien l'exil lui fut pénible. 
Après la Seconde Guerre mondiale, la République fédérale d'Allemagne lui prodigue les plus grands honneurs, en lui décernant en particulier l'ordre Pour le Mérite, en même temps qu'à Thomas Mann. Il reste en poste à l'Université Harvard où il achève son livre le plus célèbre, Paideia, au terme de quarante années de recherches méticuleuses, et où paraît, deux semaines avant sa mort, son dernier ouvrage, Early Christianity and Greek Paideia. Il réside dans cette ville de Cambridge (Massachusetts) jusqu'à son décès en 1961, laissant derrière lui une œuvre abondante.

## Œuvre
Les travaux de Werner Jaeger sur Aristote sont caractéristiques de la méthode génétique : Jaeger s'efforce de retracer l'évolution de la pensée d'Aristote. En un mot, sa thèse la plus connue veut qu'Aristote ait d'abord été platonicien pour s'éloigner peu à peu de Platon et de l'Académie. Cette position aura eu une influence considérable sur l'histoire de la philosophie antique au XXe siècle. G. E. L. Owen inversera cette thèse pour soutenir qu'Aristote a d'abord été opposé à la doctrine de son maître et qu'il s'est par la suite rapproché du platonisme. Jaeger est aussi l'un des principaux éditeurs de l'œuvre de saint Grégoire de Nysse. 

### Publications
- Emendationum Aristotelearum specimen (1911)
- Zur Entstehungsgeschichte der Metaphysik des Aristotles (1911)
- Nemesios von Emesa. Quellenforschung zum Neuplatonismus und seinen Anfaengen bei Poseidonios (1914)
- Gregorii Nyseni Opera, vol. I-X (1921-2009)
- Aristote : fondements pour une histoire de son évolution (1923) ; trad. Olivier Sedeyn, Paris, Éditions de l’éclat, 1997.
- Platons Stellung im Aufbau der griechischen Bildung (1928)
- Paideia. La formation de l'homme grec (1933-1947) ; trad. André et Simone Devyver, Paris, Gallimard, 1964.
- Humanisme et théologie (1937) ; trad. Henri-Dominique Saffrey, Paris, Le Cerf, 1956.
- Demosthenes (1939)
- À la naissance de la théologie : essai sur les présocratiques (1947) ; trad. fr Paris, Le Cerf, coll. "Cogitatio fidei", 1966[Note 1].
- Two rediscovered works of ancient Christian literature: Gregory of Nyssa and Macarius (1954)
- Aristotelis Metaphysica (1957)
- Scripta Minora 2 vol. (1960)
- Le Christianisme ancien et la paideia grecque (1961) ; trad. fr. Metz, Faculté des lettres et sciences humaines, Centre autonome d'enseignement de pédagogie religieuse, 1980. (Conférences données à l'Université Harvard en 1960.)
- Gregor von Nyssa's Lehre vom Heiligen Geist (1966)